# Echternach (stad)

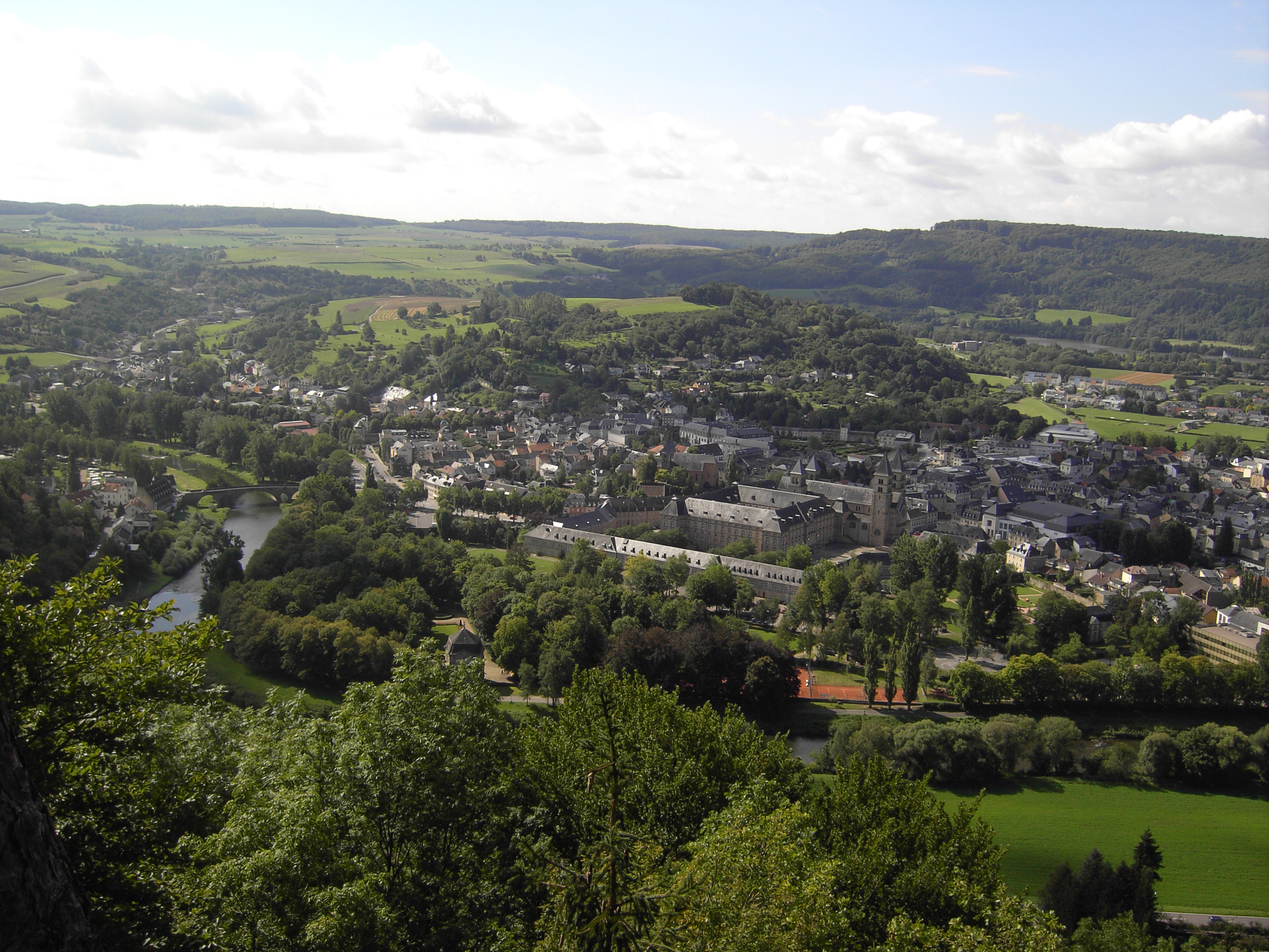
Echternach gezien van bovenaf

Echternach (Luxemburgs: Iechternach of lokaal: Eechternoach) is de oudste stad in Luxemburg, gelegen aan de Sûre aan de oostgrens van het groothertogdom. Aan de andere kant van de brug over de Sûre ligt de Duitse plaats Echternacherbrück.
Echternach geldt als toeristische trekpleister waarin regelmatig het aantal toeristen het inwonertal overtreft. De stad is bekend door haar abdij en de historische springprocessie.

## Geschiedenis
Tussen de 1e en de 5e eeuw was hier een Romeinse plaats. Op de plaats van de huidige Sint-Pieter en Sint-Pauluskerk was een Romeins castellum, een klein militair kamp. De naam van de stad wordt in 706 geschreven als Epternacus. De naam is mogelijk afgeleid uit de persoonsnaam Epternus en het achtervoegsel -(i)acum. Deze (gereconstrueerde) naam werd gevonden op een grafsteen uit de eerste eeuw na Christus binnen de stad, doch bestaan er twijfels over. Op de steen zou slechts -ternus te lezen zijn geweest.

### Abdij
De Engelse monnik Willibrord kwam naar Echternach vanuit Nederland en België en bouwde in het stadje onder bescherming van Plectrudis, de eerste vrouw van Pepijn van Herstal, en haar moeder Irmina van Oeren in 698 de grote abdij van Echternach. Het graf van Willibrord bevindt zich in de crypte van de abdijkerk. Echternach werd een abdijvorstendom binnen het Heilige Roomse Rijk. De bloeitijd van de abdij lag in de 11e en 12e eeuw toen het scriptorium van de abdij grote faam had. De abdij werd opgeheven in 1797.

### Spoorknooppunt
Echternach was tot midden jaren zestig van de twintigste eeuw een draaischijf in het Luxemburgse spoorwegvervoer. Op de plek van het huidige busstation was tot aan 1964 een groot rangeerterrein en een stationsgebouw gelegen.
Op 8 december 1873 werd de normaalspoorlijn Diekirch - Echternach in gebruik genomen. De lijn werd verder doorgetrokken naar Wasserbillig in het zuiden en werd vijf maanden later op 20 mei 1874 geopend. De lijn tussen Echternach en Wasserbillig werd op 4 maart 1963 buiten dienst gesteld en korte tijd later opgebroken. Het tracé tussen Diekirch en Echternach bleef een jaar langer in gebruik, maar op 27 mei 1964 viel ook voor deze lijn het doek.
In het landschap zijn nog maar weinig sporen te zien van de toenmalige spoorlijn tussen Diekirch en Wasserbillig. Hier en daar zijn oude stationsgebouwtjes omgebouwd tot woonhuis. De spoorlijn volgde voor het grootste deel de huidige doorgaande weg N10.
Naast het normaalspoor tussen Diekirch en Wasserbillig was ook een smalspoorlijn aangelegd tussen Luxemburg-Stad en Echternach (via Junglinster). Deze smalspoorlijn had de bijnaam "Charly". Om het heuvelachtige terrein tussen Luxemburg en Echternach te overwinnen moest de stoomlocomotief  – en later dieselloc – vaak grotere hoogteverschillen overwinnen en de contouren van het landschap volgen, wat leidde tot een bochtig tracé, waardoor alleen smalspoor geschikt was. De smalspoorlijn tussen Luxemburg en Echternach werd op 20 april 1904 geopend. Voor de spoorlijn zijn bij Bech en bij Breidweiler tunnels aangelegd. Tien jaar voor de sluiting van de doorgaande lijn tussen Diekirch en Wasserbillig, viel op 13 juni 1954 het doek voor deze smalspoorlijn.
De smalspoorlijn tussen Luxemburg en Echternach is nog herkenbaar in het landschap. Kort na sluiting van de lijn is het spoor opgebroken en later is over het oude spoorbed een fietspad aangelegd. Nog vele haltes en stationsgebouwen zijn langs de voormalige lijn herkenbaar. De tunnel bij Bech is geschikt gemaakt voor fietsverkeer. Net voor Echternach is een kloof uitgehakt in de rotsen waar het voormalige tracé doorheen liep. Een tweede tunnel bij Breidweiler is door de natuur opgeëist en niet toegankelijk.
Straatnamen als "Rue de la Gare" en "Rue de Charly" herinneren aan het spoorverleden van de stad, die een belangrijke bijdrage heeft geleverd aan de ontwikkeling van Echternach.

### Recente geschiedenis
In Tweede Wereldoorlog werd Echternach zwaar gebombardeerd waardoor een groot deel van de stad werd verwoest. Ook de Romaanse abdijkerk werd grotendeels verwoest en na de oorlog heropgebouwd.
In juli 2021 werd Echternach zwaar getroffen door overstromingen. De stad liep grotendeels onder water en de inwoners moesten geëvacueerd worden.

## Cultuur en toerisme

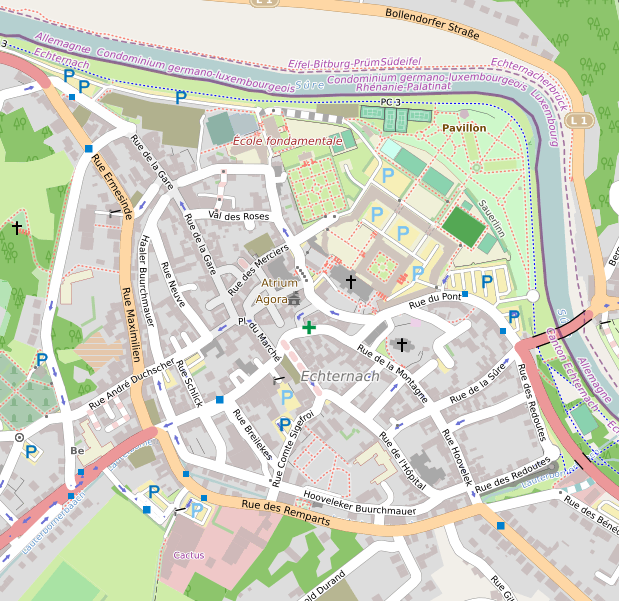
Kaart van het stadscentrum

Ten zuiden van de stad zijn aan het meer van Echternach restanten te vinden van een Romeinse villa.
De abdij van Echternach werd gebouwd in de 11e eeuw terwijl de crypte nog ouder is en stamt uit de 8e eeuw. In het klooster zijn nu een school en kantoren te vinden.
Sinds de Middeleeuwen vindt op dinsdag na Pinksteren jaarlijks de Processie van Echternach plaats ter ere van Willibrord. De deelnemers aan deze processie van Echternach, ook wel de springprocessie genoemd, zijn met elkaar verbonden middels witte zakdoeken en springen in de maat van de processiemars naar voren, afwisselend op hun linker- en rechtervoet. Dit is in 1947 zo ingesteld omdat het toenmalige ritme, drie stappen vooruit en twee achteruit, tot een chaotisch verloop leidde.
Centraal in de stad ligt het historische stadhuis in gotische stijl uit de 15e eeuw.
De stad telt drie musea:
- Museum van de abdij, over de geschiedenis van de Abdij van Echternach;
- Centre de Documentation, over de springprocessie;
- Didactisch museum over het leven van de Romeinen bij de Romeinse villa.

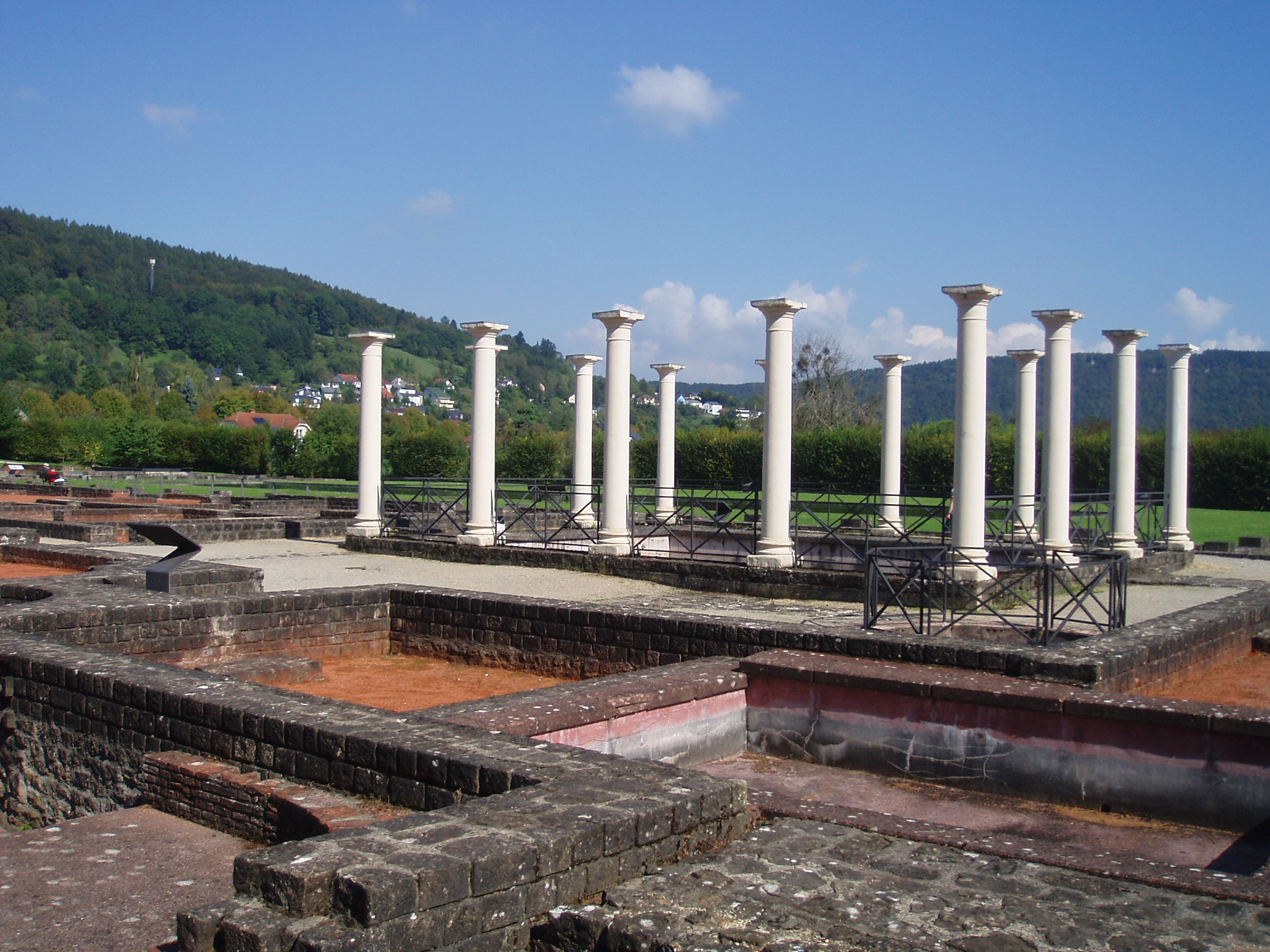
Romeinse villa
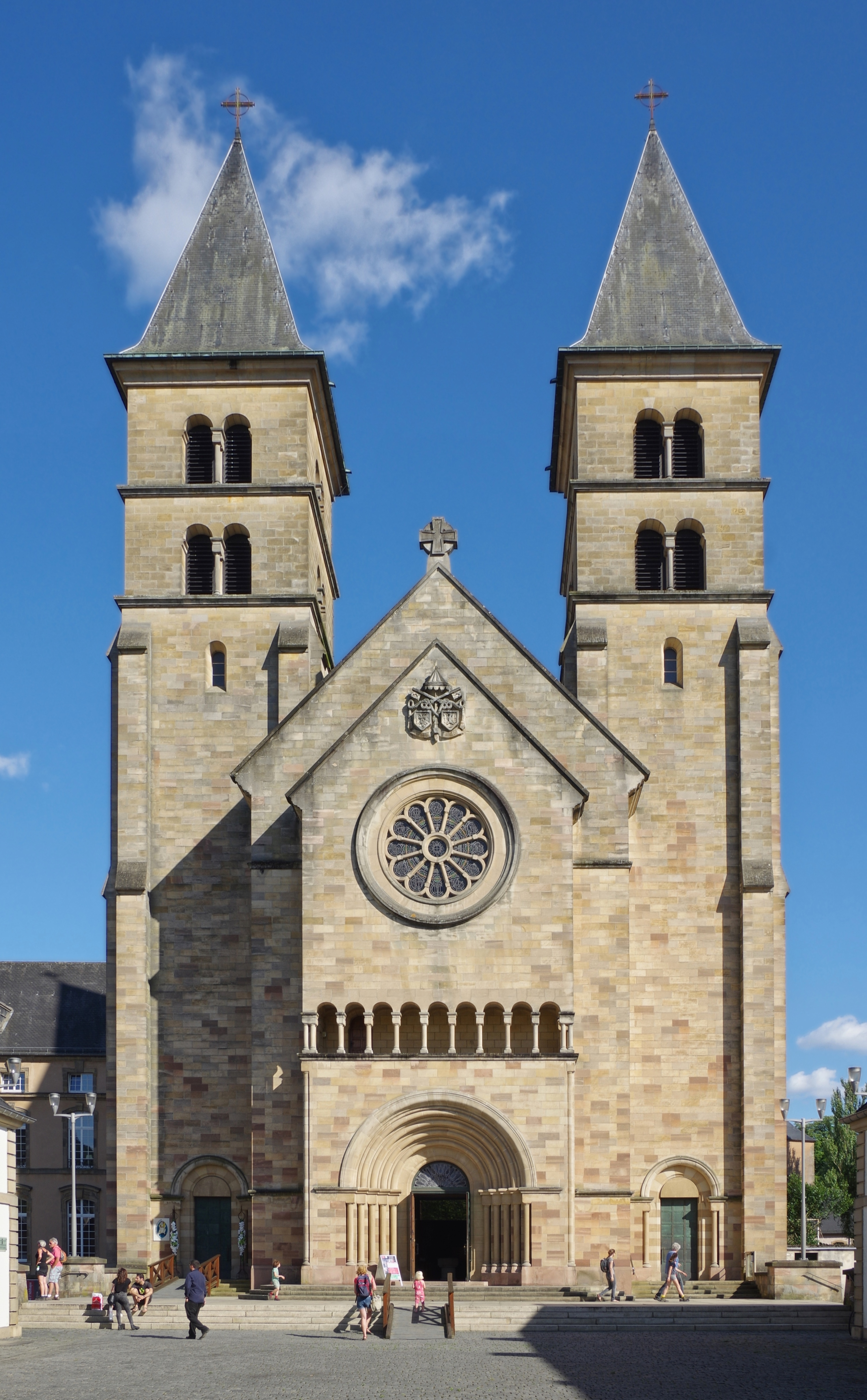
De basiliek
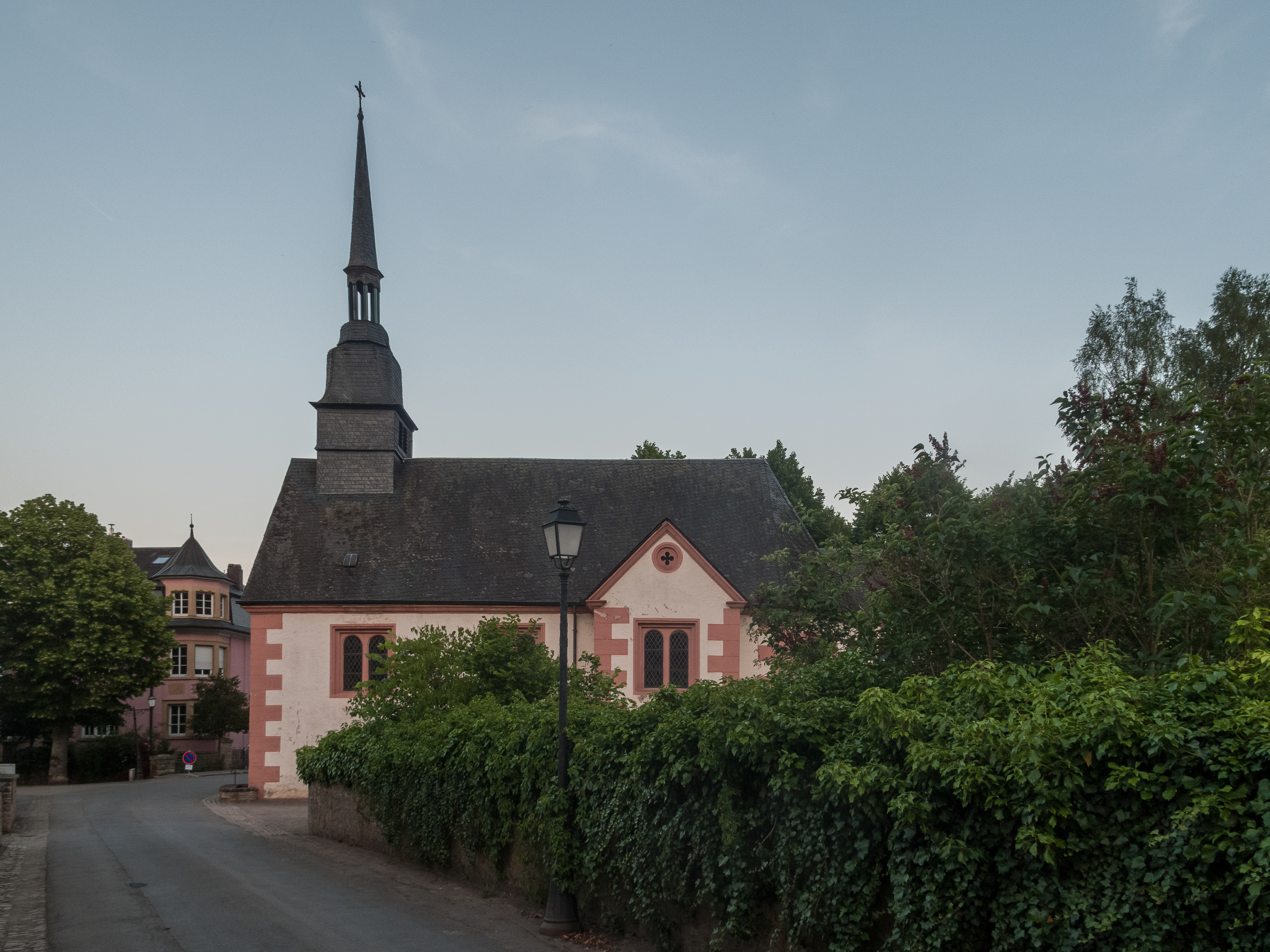
Kapel: la chapelle Notre-Dame des Douleurs
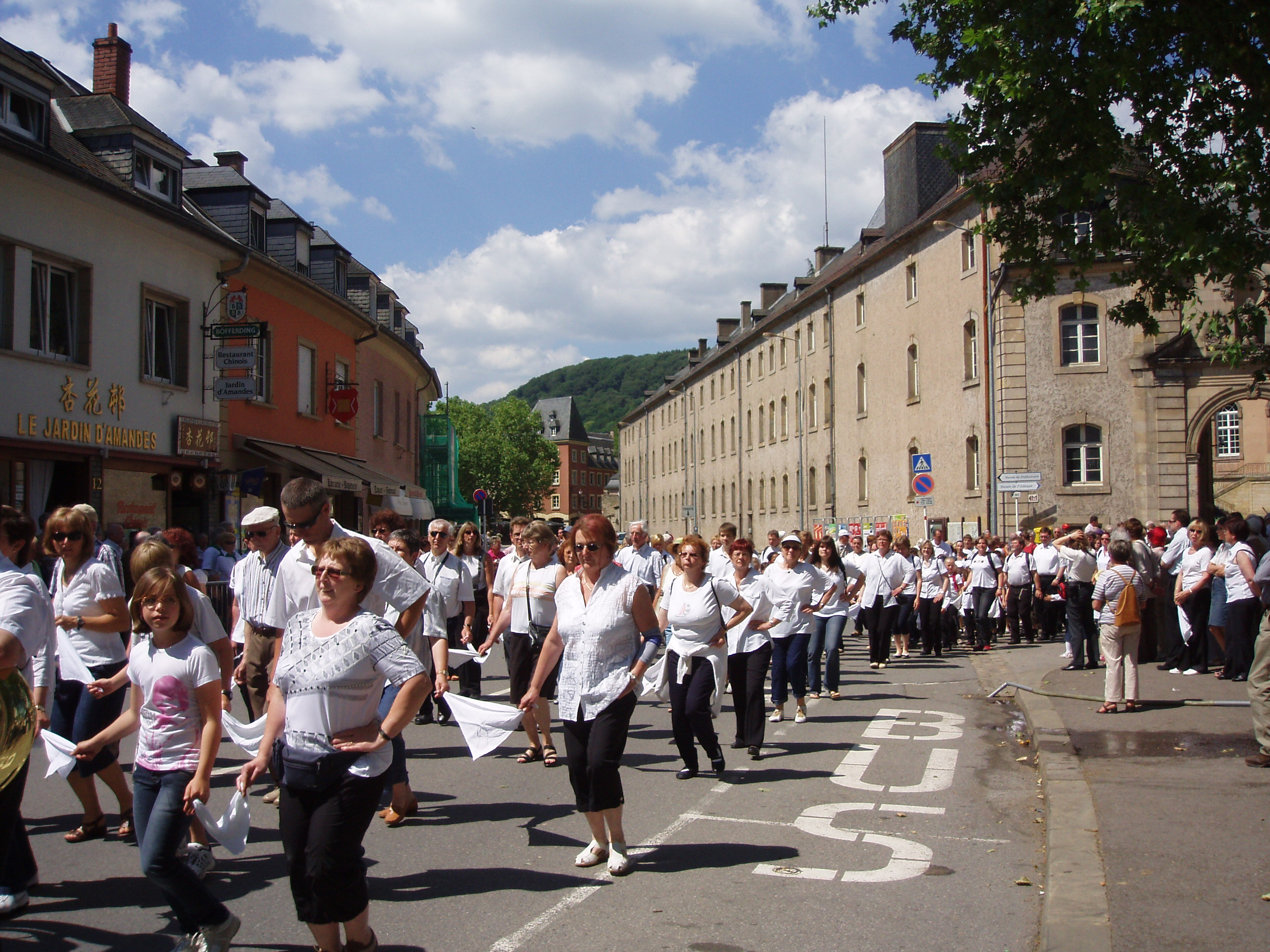
Springprocessie
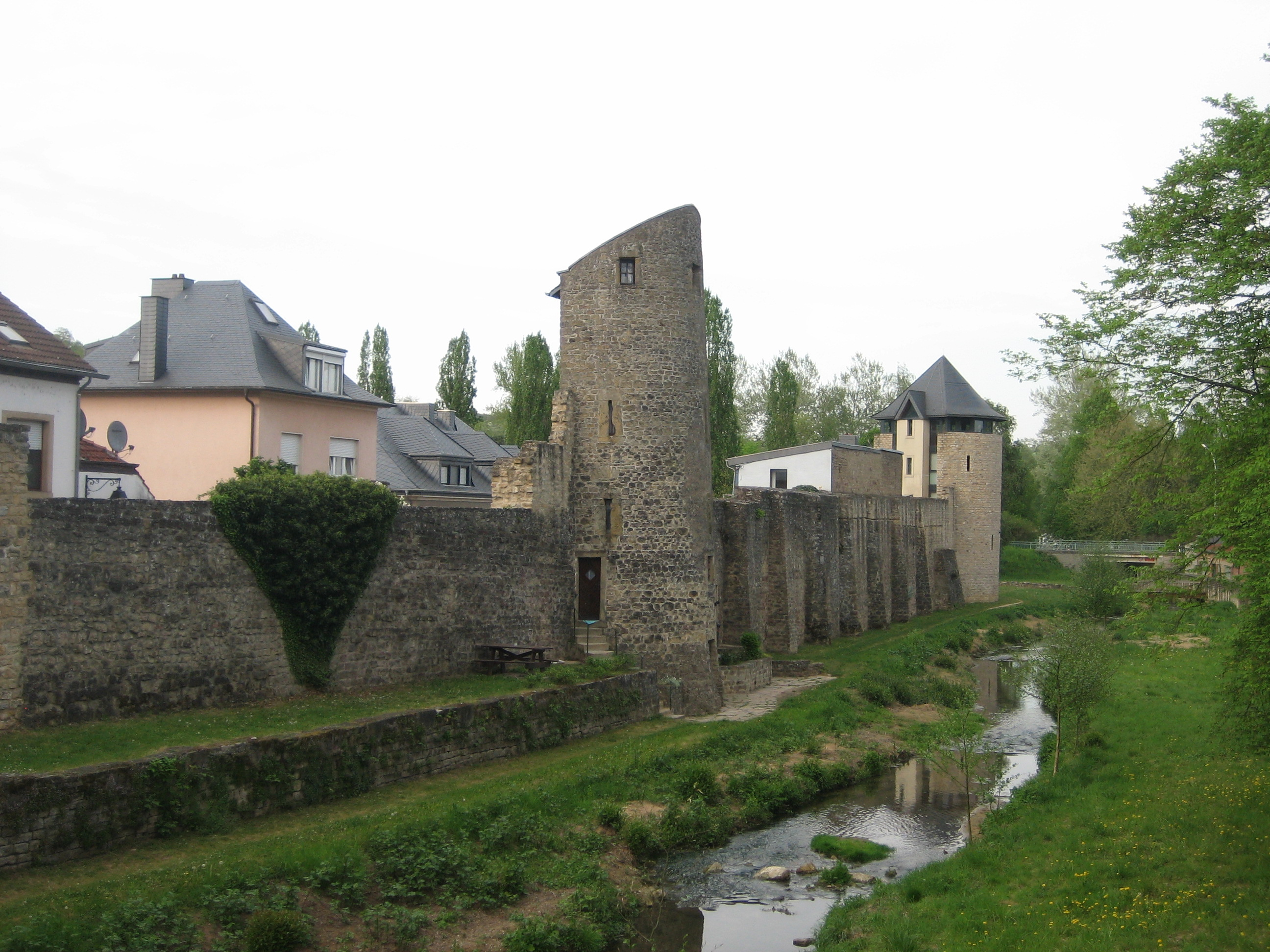
Stadsmuur
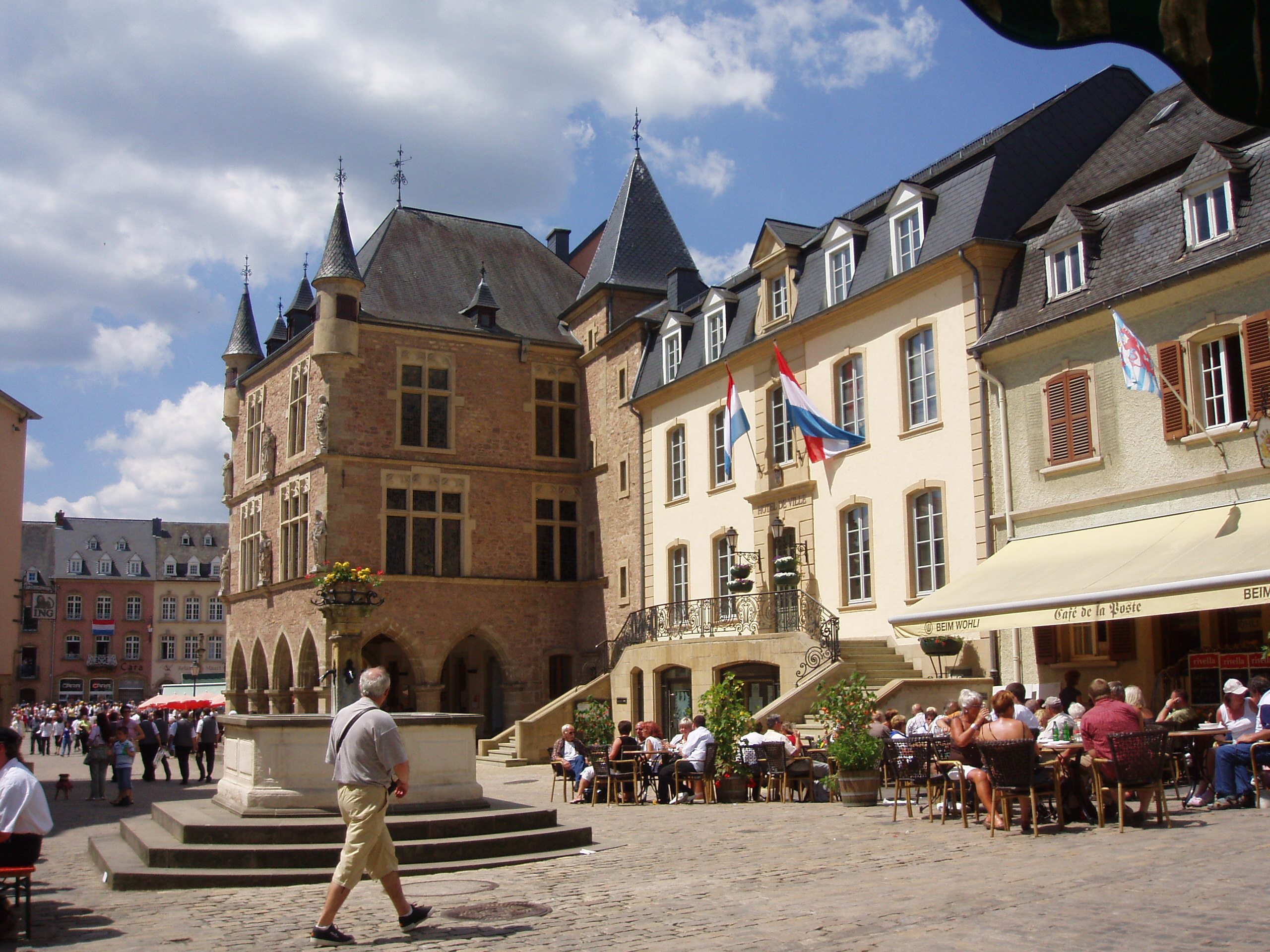
Stadhuis
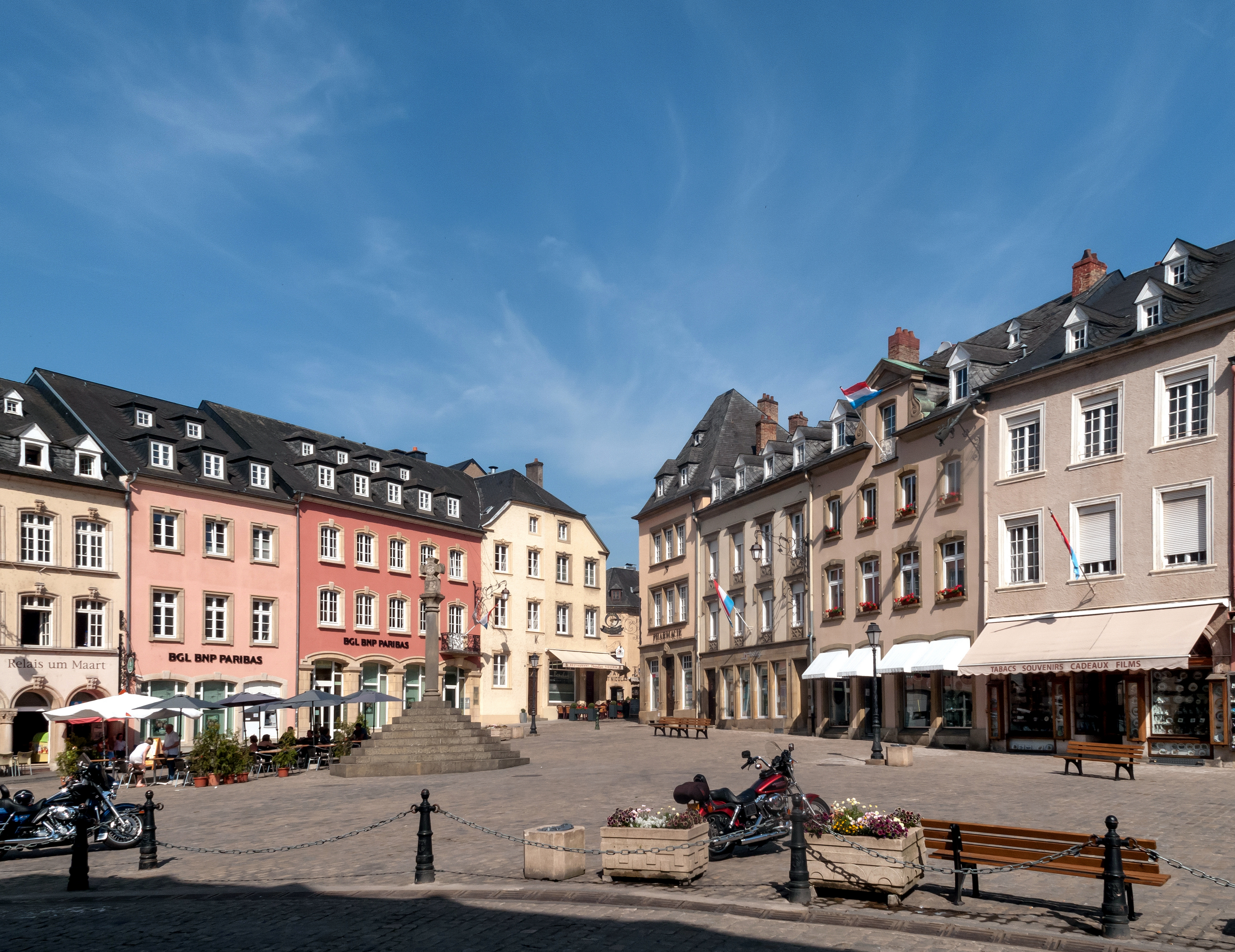
Plein: Place du Marché
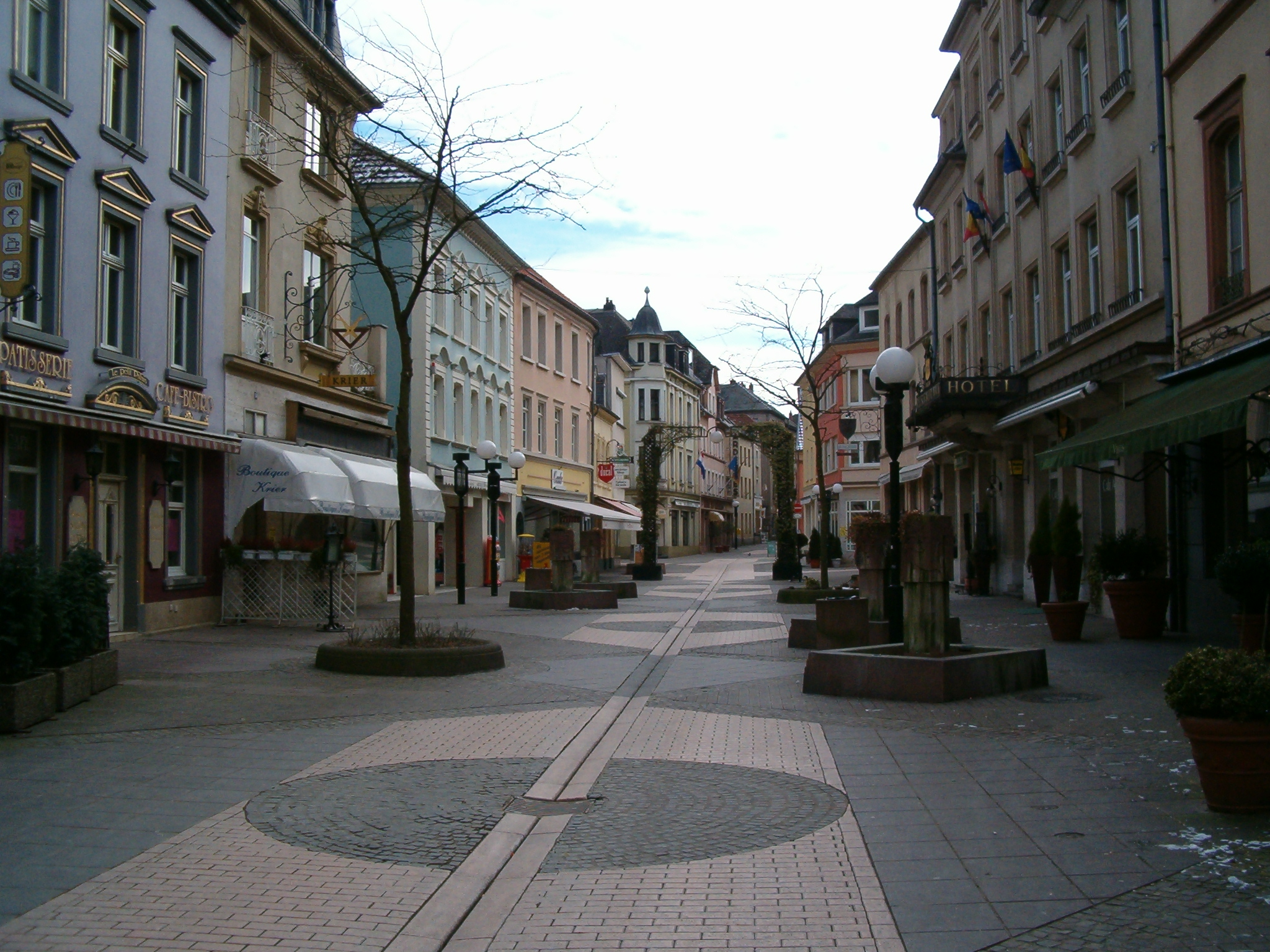
Echternach in het voorjaar

## Ontwikkeling van het inwoneraantal
| Jaar                              | 2001  | 2002  | 2003  | 2004  | 2005  | 2008  | 2014  | 2016  |
| --------------------------------- | ----- | ----- | ----- | ----- | ----- | ----- | ----- | ----- |
| Inwoneraantal                     | 4.610 | 4.555 | 4.498 | 4.480 | 4.507 | 4.855 | 5.382 | 5.249 |
| Opmerking: tellingen op 1 januari |       |       |       |       |       |       |       |       |

## Politiek
De gemeenteraad van Echternach bestaat uit 11 leden (Conseilleren), die om de zes jaar verkozen worden volgens een proportioneel kiesstelsel.

### Resultaten
| 1999-2005 De 11 zetels zijn als volgt verdeeld:  | 2005-2011 De 11 zetels zijn als volgt verdeeld: | 2011-2017 De 11 zetels zijn als volgt verdeeld: |
| Bron: Ministerie van Binnenlandse Zaken / RTL.lu |                                                 |                                                 |

### Gemeentebestuur
Na de gemeenteraadsverkiezingen van 2011 trad een coalitie van CSV en LSAP, met 6 zetels, aan. Burgemeester werd Théo Thiry (CSV), die echter op 29 januari 2015 aftrad na een immobiliënschandaal. Zijn plaats werd ingenomen door Yves Wengler (CSV).

## Geboren
- Michel Weyler (1851-1926), kunstschilder
- Antoine Jans (1868-1933), porselein- en kunstschilder
- Marcel Reuland (1905-1956), auteur
- Philippe Arnold (1913-1983), beeldhouwer. graficus en tekenaar
- François Gillen (1914-1997), kunstenaar
- Gérarde Konsbrück (1929-2004), graficus, kunstschilder, tekenaar
- Jules Hoffmann (1941), Frans bioloog, geneticus en Nobelprijswinnaar (2011)
- Gast Michels (1954-2013), schilder en beeldhouwer